# تور دو جورا سايكليست 2021
تور دو جورا سايكليست 2021 هو سباق دراجات هوائية، وهو الموسم رقم 18 من تور دو جورا - فرنسا، وأقيم في 4 سبتمبر 2021، وامتدّ لمسافة 163 كيلومتر، وضمن سباقات طواف أوروبا للدراجات 2021.
فاز  بالمركز الأول بينوا كوسنيفروي، وبالمركز الثاني بيترو فيلاسكو، وبالمركز الثالث فالنتين مادواس.

## الفائزون
| الترتيب | الفائز          |
| ------- | --------------- |
| الفائز  | بينوا كوسنيفروي |
| الثاني  | بيترو فيلاسكو   |
| الثالث  | فالنتين مادواس  |

## وصلات خارجية
- الموقع الرسمي
- لمحة عن سباق تور دو جورا سايكليست 2021 على موقع  ProCyclingStats   (برو  سايكلنج  ستاتس) - إحصاءات  محترفي  الدراجات.

- تور دو جورا سايكليست 2021 على موقع إحصائيات الدراجات الإحترافية (الإنجليزية)